# Mis problemas con las mujeres
Reedición de la película L'homme qui aimait les femmes de François Truffaut de 1977 (El título se ha traducido tanto por El hombre que amaba a las mujeres, como por El amante del amor)·

## Argumento
Un enamoradizo escultor de éxito de mediana edad decide acudir a una psiquiatra para que le ayude a entender por qué no puede comprometerse con ninguna mujer.

## Curiosidades
- El guion está basado en la idea original de François Truffaut, Suzzanne Schiffman y Michel Fermaud que inspiró el guion de El amante del amor.
- La hija del director Jennifer Edwards interpreta uno de los papeles secundarios (Nancy).
- El hijo del director Geoffrey Edwards también firma el guion.
- Rodada en Metrocolor.